# Městská rada
Městská rada je v systému místní samosprávy orgán volený zastupiteli města ke správě města. Jednotliví radní většinou mají na starost různé oblasti (finance, rozvoj, kulturu aj.), jejich rozhodnutí však většinou musí schválit hlasováním zastupitelstvo. V městské radě je zahrnut také starosta nebo primátor a jejich zástupce/zástupci či náměstci.
V České republice je rada města označení rady obce v obcích, které jsou městy.